# Aleksàndrovka (Rakítnoie)
Aleksàndrovka — Александровка (rus) — és un poble de l'óblast de Bélgorod, a Rússia. El 2010 tenia 262 habitants. Pertany al districte (raion) de Rakítnoie.